# 阿克倫 (密歇根州)
阿克倫（英語：Akron）是位於美國密歇根州土斯科拉縣阿克倫鎮區及費爾格羅夫鎮區的一個村。

## 人口
根據2020年美國人口普查的數據，阿克倫的面積為2.44平方千米，當中陸地面積為2.44平方千米，而水域面積為0.00平方千米。當地共有人口349人，而人口密度為每平方千米143人。